# Oćwieka (wieś)
Oćwieka – wieś w Polsce, położona w województwie kujawsko-pomorskim, w powiecie żnińskim, w gminie Gąsawa.
Wieś duchowna, własność opata kanoników regularnych w Trzemesznie pod koniec XVI wieku leżała w powiecie gnieźnieńskim województwa kaliskiego. W latach 1975–1998 miejscowość administracyjnie należała do województwa bydgoskiego. Według Narodowego Spisu Powszechnego (III 2011 r.) liczyła 107 mieszkańców. Jest czternastą co do wielkości miejscowością gminy Gąsawa.

## Urodzeni w Oćwiece
- Julian Wilkans – polski duchowny rzymskokatolicki, dziekan Wojska Polskiego, tajny szambelan papieski[5].